# Guillaume-Eugène Chinic
Guillaume-Eugène Chinic, né le 26 octobre 1818 et mort le 28 avril 1889 à Québec, est un homme d'affaires et homme politique canadien.

## Biographie
Il est un des quatre fondateurs de la Banque nationale du Canada en 1859.
En 1873, il est nommé au Sénat du Canada pour représenter la division sénatoriale du Golfe. Il siège en tant que conservateur jusqu'à sa démission en 1882. 
Il est inhumé au cimetière Notre-Dame-de-Belmont.

## Hommages
- Une rue a été nommée en son honneur, en 2006, dans la ville de Québec.